# Историја Етиопије у средњем вијеку
Историја Етиопије у средњем вијеку отприлике обухвата период од опадања Краљевине Аксум у 7. вијеку до периода Гондара који почиње у 17. вијеку. Аксум је био моћна империја током касне антике, а појавио се у периплусу Еритрејског мора и помињао га је ирански пророк Мани као једно од „четири велике краљевине на земљи”, заједно са Персијом, Римом и кинеске Три краљевине. Краљевина је била незаобилазни дио трговачког пута између Рима и Индијског потконтинента и имала је значајне културне везе са грчко-римским свијетом и веома рано је прихватила хришћанство за вријеме краља Езане средином 4. вијека. Употреба ријечи „Етиопија” за именовање региона датира из 4. вијека. На свом врхунцу, краљевина је обухватала подручје на којем се данас налазе Еритреја, сјеверна Етиопија, источни Судан, Јемен и јужни дио Саудијске Арабије. Међутим, до 7. вијека, краљевина је почела полако да опада, за шта је предложено неколико могућих политичких, економских и еколошких разлога. Овај пад, који је назван „постаксумитски период”, а довео је до екстремног губитка територије и трајао је до успона династије Загај.
Крајем 10. вијека, Краљевином Аксум је завладала краљица позната као Гудит. Историчари нису сигурни у њену етничку припадност и религију, али се претпоставља да је припадала народу Агау и вјероватно није била хришћанка, јер у својим нападима циљала цркве. Период непосредно након њене владавине испуњен је нејасноћама, али се сматра да је династију основао Мара Такла Хајманот 1137. године. Пријестоница је пребачена из Аксума на југ у Лалибелу, гдје су подигнуте многе цркве уклесане у стијенама. Упркос противхришћанској природи Гудитине владавине, хришћанство је цвјетало под владавином Загаја, али је територијални обим краљевине био знатно мањи од аксумитског, који је контролисао област између Ласте и Црвеног мора.
Династију Загај забацио је 1270. Јекуно Амлак, чији су насљедници постали познати као Соломонска династија. Кебра Нагаст („Књига славе краљева”), национални еп из 14. вијека, успоставио је династичку тврдњу о непосредном поријекло од Соломона, препричавајући причу о Соломону и краљици од Сабе, чије је дијете наводно  био Менелик I. Семитски амхарски владари из Соломонске династије су према томе представљали обнову израелске лозе Аксумита; за разлику од кушитских владара из династије Загај, који су ретроспективно посматрани као нелегитимни. У скоро 150 година имеђу владавина Амде Сејона I и Заре Јакоба, соломонски цареви извршили су знатна територијална проширења на нехришћанске земље на југу, западу и истоку висоравни, освајајући већи дио територије коју обухвата данашња Етиопија. Упркос огромном проширењу и успјешном ширењу хришћанства, Етиопију је напао Адал, уз подршку Османског царства, 1531. године. Тек 1540. Етиопија је почела да враћа изгубљене територије, уз подршку Португалске империје. Слабљење Етиопије након рата учинило је државу подложну миграцијама Орома, током којих је народ Оромо из јужне Етиопије почео да се шири на сјевер, гдје је успостављао стална насеља. Овај измјењени политички и културни крајолик сматра се почетком савременог доба у Етиопији. Из историографског гледишта, средњи вијек је мистериозан период етиопске историје, пошто је било релативно мало контакта са страним народима у односу на древно и савремено доба.

## Политичка историја

### Постаксумитски период (7—10. вијека)
Као ранохришћанска држава, Краљевина Аксум је имала блиске дипломатске односе са Византијом. Преко Црвеног мора, Химјарска краљевина је постала јеврејска држава, прогонећи хришћанске за вријеме Дуа Нуваса. Византијски цар Јустин I позвао је аксумитског краља Калеба у помоћ химјарским хришћанима, а аксумитска инвазија се догодила 525. године. Инвазија је била успјешна, ширећи Аксум до највећег територијалног обима. Међутим, аксумитска владавина у региону је била турбулентна, а територију је заузела Персија у аксумитско-персијским ратовима мање од 50 година касније. С персијским присуством успостављеним у Јужној Арабији, Аксум више није доминирао трговином на Црвеном мору; ова ситуација се само погоршала након муслиманског освајања Персије у 7. вијеку.
Археолошки докази предлажу да је становништво града Аксума почело да се смањује у 7. вијеку. Отприлике у исто вријеме, изгледа да је краљевина престало са ковањем златника, што указује на повлачење из међународне трговине. Ово се приписује горе поменутим персијским и муслиманским еспанзијама, иако су предложени и други додатни фактори. Историјски записи о нивоима воде Нила у Египту указује на то да је Етиопска висораван у то вријеме имало мање падавина, Аксум је био међу државама погођеним првом пандемијом куге, а уништавање стела из тог времена указује на унутрашње немире. Посљедња три вијека Аксума историчари сматрају мрачним добом, нудећи мало писаних и археолошких записа.

### Династија Загај (10. вијек — 1270)
У касном 10. вијеку, инострани документи говоре о краљици која владала земљом „ел Хабаша” (Абисинија). У документи се наводи да је краљица (која се у једном документу помиње као краљица „Бани ел Хамвија”) убила краља Етиопије и сугерише да је она преузела власт барем још 960-их година. Ниједна религије ни етничка група није одлучно идентификована са Бени ел Хамвијом, али краљица, која је позната као Гудит, свакако није била хришћанка, јер је њену владавину одликовало уништавање цркава у Етиопији, што се виђено као противљење ширењу хришћанства у региону. Етиопској православној тевахедо цркви, која је била аутономна црква канонски подређена Коптској православној цркви са патријаршијским пријестолом у Александрији, дужи временски период током 10. вијека није додијељен митрополит. Међутим, након што се Гудитова владавина завршила, наредни етиопски краљ обратио се папи александријском Филотеју због погоршане ситуације, а Филотеј је касније поново успоставио односе између Египта и Етиопије. То је успоставило услове за хришћанску ренесансу у Етиопији.
Иако је аксумитско доба окончао Гудит, династију Загај није успоставио Мара Такла Хајманот све до 1137. године. Краљеви династије Загај, за које се сматра да су из народа Агау, премјестили су пријестоницу на југ у Лалибелу, која је добила име по истоименом етиопском цару. Под Лалибелином владавином почела је изградња једанаест цркава исклесаних у камену. Иако је хришћанство доживјело раст у овом периоду, територија Етиопије се значајно смањила до пада Краљевине Аксум, док је средиште било првенствено на Етиопској висоравни између Ласте и Тиграја. Краљевина Медри Бахри, која је контролисала обалу Црвеног мора у данашњој Еритреји, била је клијентска држава Етиопије.

### Рана Соломонска династија (1270 — средина 16. вијека)
Династија Загај је свргнута 1270, након је посљедњег владара збацио Јекуно Амлак и успоставио оно што је постало познато као Соломонска династија. Кебра Нагаст („Књига славе краљева”), национални еп из 14. вијека, опису тврдњу династије да поријекло води од Соломона и еп је коришћен ради оправдања преузимања власти од династије Загај. Еп наводи да је Краљевину Аксум основао Менелик I, који је наводио био син Соломона и краљице од Сабе, познате као Македа у Етиопији. Повезивањем Јакуна Амлака са овом тврдњом, сматрало се да је династија посједује ауторитет за владање Етиопијом. Насупрот, кушитски краљеве династије Загај нису сматрани дијелом ове лозе и проглашени су нелегитимним владарима.
Једна од дефинишући особина Етиопије под Соломонском династијом била је територијално проширење, првенствено на муслиманска подручја. То је почело за вријеме владавине самог  Јакуна Амлака, који је освојио Султанат Шоа 1285. године. Најзначајнија проширења догодила су се под Амдом Сејоном I, који је освојио Дамот, Хадију, Гоџам, Фатагар, Даваро, Бале и Ифат. Почетком 16. вијека, границе царства досезале су преко Масауе на сјеверу, преко ријеке Омо на југу, до Султаната Адал на истоку и близу ушћа ријеке Дидесе у Плави Нил на западу.
Иако је Адал био трибутарна држава Етиопије, султанат је извршио инвазију на Етиопију 1531. уз подршку Османског царства и других муслиманских народа у регији. Услиједио је рат који је трајао до 1543. и само уз помоћ Португалске империје и Криштована да Гаме Етиопија је успјела да поврати изгубљену територију и однесе побједу у рату. Међутим, и хришћанске и муслиманске регије Етиопије биле су значајно ослабљене ратом; претпоставља се да је то могући фактор миграција народа Оромо у 16. вијеку. Из политичког, религијског и културног гледишта, средина 16. вијека означава прелазак из средњег вијека у рано савремено доба.

## Власт и друштво
Средњовјековна Етиопија се обично описује као феудално друштво која се ослања на земљораднике који су чинили класу сељака, заједно са земљопосједницима, племством и владарском породицом изнад њих у друштвеној јерархији. Међутим, због оскудности информација, сазнања о етиопском феудализму првенствено потичу из периода Гондара.
| Цар (негуша негасти) |                                                                    |         |                           |                           |
| Племство (макуанент) | Владарска породица (негушави бетасаб) Насљедно племство (машафент) |         |                           | Свештенство (кахенат)     |
| Племство (макуанент) | Мјесно племство (балабат) Ниже племство (шум)                      | Трговци | Препродавци (нагаде)      | Свештенство (кахенат)     |
| Сељаштво             | Сељаци земљопосједници                                             | Трговци |                           |                           |
| Сељаштво             | Сељаци закупци                                                     | Трговци |                           |                           |
| Сељаштво             | Ткачи, министранти (азмари) итд.                                   | Трговци | Путујући продавци (шакач) | Путујући продавци (шакач) |
| Сељаштво             | Ковачи метала, грнчари, кожари итд.                                |         |                           |                           |
| Робови               |                                                                    |         |                           |                           |

Неки археолошки докази и савремени извјештаји указали су на могућу класну структуру у Краљевини Аксум. Краљеви Аксума заузимали су врх друштвене јерархије, а вјероватно испод њих био племићки слој, на основу разлика у величини између већих палата и мањих вила. Средњу класу су можда чинили трговци, независни фармери и цивилни службеници. Међу сељаке су се вјероватно убрајале занатлије у урбанијим центрима и фармери чији је рад подржавао аксумитско друштво. Робови су били најнижи друштвени слој; грчки путник Козма Индикоплов наводи да су робови у Аксум долазили првенствено из регија Сасу (у јужном Судану) и Барбарије (Сомалија).

## Језик
Гиз је био уобичајени језик током аксумитског периода, првобитно писан древним јужноарабијским писмом, али од 1. вијека сопственим системом писања. Писмо је настало као абџад без самогласника, које се развило у вокализовану абугиду у 4. вијеку. Међутим, грчки се користио све до опадања Аксума, јављајући се у натписима на стелама, на аксумитској валути, а говорио се као lingua franca како би се олакшала трговина са хеленизованим свијетом. Гиз је остао у званичној писаној употреби током цијелог средњег вијека (његов пандан у исламским политијама је арапски), али је вјероватно опао као говорни језик у постаксумитском периоду. Тачан опериод овог опадања је неизвјестан, пошто су у суштини сви записи и даље писани на гизу, али докази и тигрињи и амхарском јављају се у средњовјековним текстовима. Поред тога, вјероватно су се говорили и кушитски и омотски језици, који су вјероватно претходили семитским језицима у регији. Гиз је опстао до данашњих дана као литургијски језик. Амхарски племићи подржавали су принца Лалибелу из династије Загај у борби за власт против његове браће, због чега је амхарски постао лесана нагус („језик краља”), а и до распоређивања амхарских племића на највише положаје у краљевини. Док је именован као „језик краља”, упоребна на владарском двору може се пратити до амхарског цара Јекуна Амлака.

## Религија

### Предхришћанско доба
Прије прихватања хришћанства, у Краљевини Аксум је преовлађујућа религија је био семитски политеизам, који се у регију проширио из јужне Арабије. Такође, могуће је да је јудаизам био присутан у краљевини од давнина; није познато колико је јудаизам био заступљен међу становништвом, али је његов утицај на етиопско хришћанство значајан.

### Хришћанска доба
Хришћанство је у Краљевини Аксум увео првенствено Фрументије, феничански мисионар из 4. вијека који је био роб краља Аксума. Након што је проповједао хришћанство у регији, ослобођен је непосредно прије краљеве смрти, иако је остао да подучава Езану, краљевог сина и пријестолонасљедника. Езана је прешао у хришћанство средином 4. вијека, које је убрзо постало државна религија Аксума.
Пошто се успоставила као хришћанска држава, а Етиопија је проширила своје границе и ширила хришћанство на околне народе, међу којима је била заступљене традиционалне афричке религије, јудаизам и касније ислам. Аксумити су због тога имали пријатељске односе са Византијом, а иако је Етиопија постала осамљена након пропадања Аксума, краљевина је учествовала у европским религијским и дипломатским мисијама у касном средњем вијеку. Ведем Арад је послао изасланике у Шпанију 1306. због религијског савеза, етиопски монаси су учествовали у Сабору у Констанцу од 1414. до 1418, етиопско дијаспора је документована у Риму још у 15. вијеку, а постоји неколико документованих дипломатских мисија из Етиопије у Шпанију и Италију током 15. вијека.

#### Ислам
Упкос чињеници да је хришћанство било државна религија, историја ислама у Етиопији је стара скоро колико и сам ислам. Први муслимани су побјегли од прогона у Арабији 613. или 615, тражећи уточиште у Краљевини Аксум током догађаја који је познат као хиџра у Абисинију (или Прва хиџра). Архипелаг Дахлак, данас дио Еритреје, пао је под муслиманску власт почетком 8. вијека; тамошњи муслимани били су прво стално муслиманско становништво у Етиопији. До 11. вијека ова област је постала самостални Султанат Дахлак.
Постоје докази да је у области Шоа дошло до ширења ислама, а султанат је успостављен у 12. вијеку, док је до 13. вијека у данашњој источној Етиопији постојала значајно муслиманско присуство. Како дио ширења Соломонске династије, многе муслиманске државе на истоку су освојене или постале поданици Етиопије. Тензије су расле између Етиопије и муслиманских држава, које су на крају кулминирале Етиопско-адалским ратом.

#### Јудаизам
Бета Израел је етнорелигијска група, од којих већина данас живи у Израелу, али потиче из Семијена. Њихово поријекло је деценијама предмет научне расправе. Усмено предање Бета Израела је древног јеврејског поријекла, за коју се обично тврдио да је из племена Дан. Генетско тестирање сугерише да је групу могла основати мала група јеврејских досељеника у регију који су преобратили мјесно становништво и ступали у брак с њима прије више од 2000 година. Ову хипотезу даље подржава непоштовање Талмуда међу припадницима Бета Израела, јер је књига написана након ове етногенезе.
Писани документи који описују Бета Израел датирају из 14. вијека. За вријеме владавине Јешака I, Бета Израел је поражен у рату; накнадно им је укинуто право власништва над земљом (познато као рист), осим ако не пређу у хришћанство. Усљед губитка земље, постали познати као фалаша („беземљаши, луталице”), што је израз који се користио наизмјенично са Бета Израелом, али се сада сматра погрдним.

#### Мјесне религије
Већина етиопске историографије фокусира се на хришћанску и муслиманску историју. Међутим, иако је велика већина Етиопљана данас јесу сљедбеници тих религија, постојале су значајне заједнице који су практиковале традиционалне религије током средњег вијека. Остаци ових култура данас се могу видјети у погребним стелама и тумулима, који су распрострањени широм Етиопије.

## Привреда и технологија

### Географија
Етиопска висораван и Велика расједна долина погодовале су разноликој клими средњовјековне Етиопије. Уопштено и као данас, може се подијелити на висоравни, низије и тропске предјеле. Ове климатске зоне су диктирале пољопривредне дјелатности у свакој регији. Житарице и махунарке, као што су теф, просо, сирак, јечам, пшеница, сочиво и леблебија, узгајали су се у хладнијим висоравнима. Сточарство је било распрострањено у врелим, сушним низијама; а плодоносне биљке, као што су кафа и енсет узгајане су у влажнијим тропским регијама.

### Привреда
Иако је Етиопија била пољопривредна цивилизација од 6. миленијума п. н. е, она се у великој мјери ослањала на пољопривреду и постала је рурална привреда након свог пада као значајне трговачке силе. Трговина се првенствено одвијала у малом обиму, мада су постојале и велике тржнице које су служиле као стајалишта каравана. Поморска трговина се наставила током средњег вијека, али она више није била у рукама етиопске краљевине, него су је контролисали муслимански владари. С почетком од 8. вијека, трговачки пут до архипелага Дахлак био је веза Етиопије са Црвеним морем, али је пут између Шоа и Зајле постао истакнут крајем 13. вијека.
Док је пољопривреда била окосница етиопске привреде, краљевина је извозила неке луксузне производе, наиме злато, слоновачу и мошус цибетке. Значајан број робова (укључујући многе евнухе) такође је дошао из Етиопије и продат је у Арабији.

## Војска

### Копнене снаге
Средњовјековна Етиопија је била изразито милитаристичка земља заснована на систему етничких пукова познатих као шева (ṣewa). Ова пракса се може пратити до почетка Аксумитског периода, када су мушкарци из новопокорених племена били приморани да ступе у војску краља Аксума, којим је командовао обвезник који је вјероватно био мјесни поглавица. Пукови су добили дио земље познат као гулт (gult) у замјену за војну службу. Мерид Волд Арегај указује, на основу лингвистичких теорија Кристофера Ерета, да је поријекло саме владавине Аксумита можда било кроз потчињавање агавских пољопривредника сточарима који су говорили гиз језиком. Пукови су били кључни у одржавању суверенитета Аксумита над трговачким путевима унутар царства; међутим, због децентрализоване природе пукова, поглавице су лако могле дићи побуну против краља. Систем пукова се наставио кроз средњи вијек, али су их све до ере Зегве чинили професионални војници. У соломонском добу, током владавине Заре Јакоба, професионализам се огледао у амхарском термину чева (č̣äwa), пошто је шева носио конотацију ропства која више није била чињенично заснована.
Мач и копље су били уобичајени у Етиопији и међу пјешадијом и коњицом. У Ифату су коришћени џилит и шотел. Припадници коњице су често носили верижњаче и шлемове, иако су неки користили неки облик платненог оклопа. Лук и стријела су били широко распрострањени, а повремено су кориштене и отровне стријеле. Етиопија се први пут опробала са ватреним оружјем током Етиопско-адалског рата, у којем је оружје коришћено на обје стране.

### Морнарица
Информације о Аксумитској морнарици су ограничене, иако су морале бити кључне за краљевину јер се ослањала на поморску трговину. Monumentum Adulitanum, древни аксумитски спис, помиње обожавање бога мора Бехера, који се поистовјећује са Посејдоном. Византијски историчар Прокопије из 6. вијека наводи да аксумитску флоту чине шивени чамци, слични дауу који се и данас користи. Током средњег вијека, администрација и ширење Етиопије било је првенствено фокусирано на унутрашње области, иако су сјеверне приобалне регије, као што је Дахлак који је контролисао обалу Црвеног мора данашње Еритреје, били потчињени Етиопији вијековима.

## Култура

### Умјетност
Највећи дио визуелних умјетничких дјела средњовјековне Етиопије чине илуминирани рукописи. Она имају извјесну сличност са коптским и византијским илуминираним рукописима, иако задржавају ранохришћанске иконографске праксе које потичу из Палестине, а које су одсутне другдје од византијског иконоборства у 8. вијеку. Међутим, проучавање етиопских рукописа до сада је било ограничено. Постоје сачувани примјери црквених мурала, иако су многи у лошем стању и као такви нису били предмет значајних истраживања.

### Књижевност
Средњовјековна етиопска књижевност првенствено се састоји од религиозних списа, посебно хагиографија. Иако су првобитни етиопски додаци прављени у списе, рана етиопска књижевност је углавном садржавала преводе, углавном са грчког под Аксумитима, а касније и са арапског. Прве аутохтоне етиопске хагиографије јављају се у 14. вијеку.
Још један истакнути етиопски књижевни жанр је краљевска хроника, која датира из времена владавине Амде Сејона I. Ови документи су говорили о правилима краљева, укључујући њихову управу над краљевином и њихове војне походе. Њихова сврха била је доказивање легитимитета Соломонске династије, слично као Кебра Нагаст, која је вјероватно најпознатије дјело етиопске књижевности.

### Музика и поезија
Музика у Етиопији је подијељена на световну (зафан) и црквену (зема). Док је световна музика варирала у зависности од мјеста и народа, црквена је генерално остала дослиједна. Етиопска традиција датира поријекло црквене музике у 6. вијеку, приписујући композицију литургијских химни Јареду, као и аутохтони систем музичке нотација који се зове мелекет. Међутим, зема је дио културе Бета Израела, док приписивање Јареду и систем музичке нотације нису. Краљевска хроника из 16. вијека приписује систем двојици свештеника; то, заједно са разлика између хришћанске и јеврејске традиције, сугерише да Јарад није био одговоран за ове креације.
Јареду се такође приписује традиционални облик амхарске поезије, познат као кене (qene). Кене користи књижевну грађу познату као „восак и злато” (sem-ena-werq), у којем је „восак” номинална вриједност поруке, а „злато” је дубље прикривено значење. Грађа одражава миафизитско вјеровање Етиопске православне техаведо цркве, при чему восак представља људску природу, злато божанску. Постоје докази о постојању кене најмање још од 15. вијека.

### Архитектура
Грађевине настала у Краљевини Аксум биле су предмет више истраживања него оне настале у средњем вијеку, што је довело до идентификације уочљивог аксумитског архитектонског стила. Историчарска умјетности Клер Бос-Тисе дефинише опште карактеристике као „… зидине направљене смјеном хоризонталних дрвених греда са слојевима ситног камења спојених малтером, при чему је цијела површина некада премазана, а попречне заобљене греде у правилним размацима на фасади…” које илуструју грађевине као што је Дебре Дамо. Због недовољних писаних извора, средњовјековну етиопску архитектуру је теже датирати од аксумитске. Као такви, историчари користе присуство и развој аксумитских архитектонских карактеристика да утврде временске периоде за изградњу средњовјековних грађевина. Цркве исклесане у стијенама, посебно оне у Лалибели, вриједни су примјери постаксумитске архитектуре.